# Mario Stecher

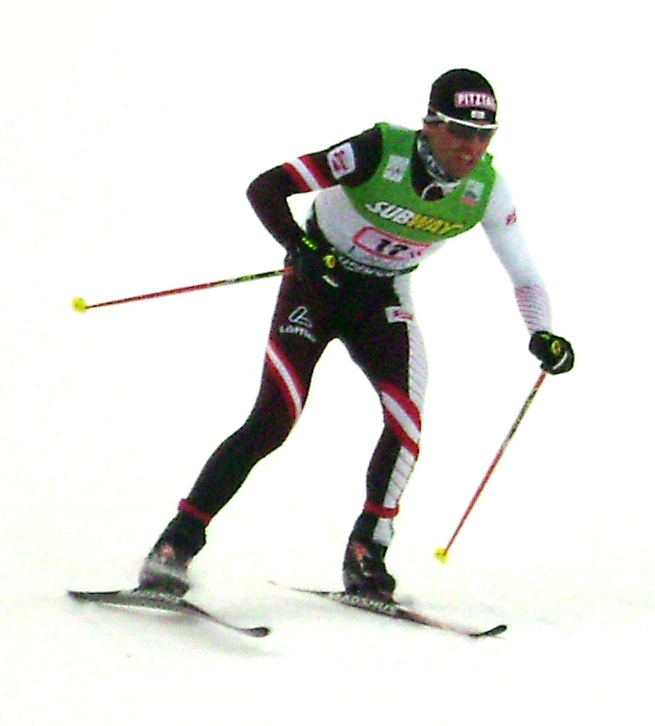
Mario Stecher 2014

Mario Stecher (ur. 17 lipca 1977 w Eisenerz) – austriacki kombinator norweski, czterokrotny medalista olimpijski w drużynie, sześciokrotny medalista mistrzostw świata, czterokrotny medalista mistrzostw świata juniorów oraz dwukrotny zwycięzca Letniego Grand Prix.

## Kariera
Jako dziecko zdobył w sierpniu 1989 w Garmisch-Partenkirchen letnie mistrzostwo świata w skokach narciarskich – w konkursie indywidualnym do lat dwunastu i drużynowym. W 1991 był na tych mistrzostwach dziesiąty w odpowiedniej kategorii. W 1992 wystartował w konkursie Pucharu Europy w skokach w Sankt Ayegd, który zwyciężył po próbach o długości 71,5 m i 72,5 m.
Po raz pierwszy na arenie międzynarodowej Mario Stecher pojawił się 4 grudnia 1993 roku, kiedy wystartował w zawodach Pucharu Świata. Zajął wtedy 7. miejsce w konkursie rozgrywanym metodą Gundersena w Saalfelden am Steinernen Meer, zdobywając tym samym pierwsze w karierze punkty już w debiucie. W sezonie 1993/1994 wystartował jeszcze tylko raz - 15 stycznia 1994 roku w Oslo odniósł swoje pierwsze zwycięstwo w karierze, wygrywając Gundersena. W klasyfikacji generalnej zajął szesnaste miejsce. W styczniu 1994 roku zdobył złoty medal indywidualnie i brązowy w drużynie na mistrzostwach świata juniorów w Breitenwang. Miesiąc później wziął udział w igrzyskach olimpijskich w Lillehammer, gdzie zajął 27. miejsce indywidualnie, a wraz z kolegami z reprezentacji był dziewiąty w konkursie drużynowym.
Także w sezonach 1994/1995 i 1995/1996 po jednym razie stawał na podium. Najpierw był trzeci w Gundersenie 3 lutego 1995 roku w szwedzkim Falun, a następnie 18 lutego 1996 roku w Murau zwyciężył w tej samej konkurencji. W tym czasie wystartował na mistrzostwach świata juniorów w Gällivare w 1995 roku zdobył srebrny medal indywidualnie oraz złoty drużynowo. W tym samym roku zajął siódme miejsce w konkursie drużynowym podczas mistrzostw świata w Thunder Bay. Rywalizację w sezonie 1996/1997 zaczął od zajęcia trzeciego miejsca 22 listopada 1996 roku w Rovaniemi. W pięciu kolejnych startach był pierwszy w sprincie w Oberwiesenthal 29 grudnia, drugi w Schonach i Saalfelden am Steinernen Meer w dniach 5 i 11 stycznia w Gundersenie, a 18 stycznia w Sankt Moritz i 1 lutego w Hakubie wygrał zawody w Gundersenie. Te wyniki dały mu czwarte miejsce w klasyfikacji generalnej, do trzeciego Bjarte Engena Vika z Norwegii stracił tylko 6 punktów.
Na igrzyskach olimpijskich w Nagano w 1998 roku otarł się o podium, zajmując czwarte miejsce w konkursie drużynowym. Indywidualnie był siódmy po skokach, a w biegu stracił jedną pozycję i zawody ukończył na ósmej pozycji. To właśnie w sezonie 1997/1998 odnosił najlepsze wyniki. Dziesięciokrotnie stawał na podium, w tym dwukrotnie wygrał: 13 grudnia w amerykańskim Steamboat Springs był najlepszy w Gundersenie, a 10 marca 1998 roku w Falun triumfował w sprincie. W klasyfikacji generalnej wyprzedził go tylko Bjarte Engen Vik, który zgromadził o 28 punktów więcej. Dobrej formy nie zdoła utrzymać do sezonu 1998/1999. Najlepszy wynik w zawodach pucharowych osiągnął 16 stycznia 1999 roku w Libercu, gdzie był czwarty w Gundersenie. Mimo to na mistrzostwach świata w Ramsau w 1999 roku zdobył srebrny medal w sprincie.  W konkursie drużynowym Austriacy ze Stecherem w składzie zajęli siódme miejsce, a w Gundersenie Mario uplasował się na 25. pozycji.
Osiem miejsc w pierwszej dziesiątce zawodów, w tym cztery trzecie miejsca dały mu ósme miejsce w klasyfikacji sezonu 1999/2000. Wszystkie te wyścigi rozgrywane były metodą Gundersena: 5 stycznia w Reit im Winkl, 8 stycznia w Schonach, 12 lutego w Sapporo i 26 lutego 2000 roku w Chaux-Neuve. W kolejnym sezonie indywidualnie wystartował tylko pięć razy, z czego najlepiej zaprezentował się 1 marca 2001 roku w Nayoro, gdzie był siódmy w starcie masowym. Na mistrzostwach świata w Lahti w 2001 roku wspólnie z Christophem Eugenem, Felixem Gottwaldem i Davidem Kreinerem zdobył srebrny medal w konkursie drużynowym. Nie wystartował jednak w żadnym z konkursów indywidualnych.
W sezonach 2001/2002, 2002/2003, 2003/2004 i 2004/2005 jego największym sukcesem w tym czasie było wywalczenie razem z Christophem Bielerem, Michaelem Gruberem i Felixem Gottwaldem brązowego medalu w sztafecie na igrzyskach olimpijskich w Salt Lake City w 2002 roku. W lecie tego roku triumfował w piątej edycji Letniego Grand Prix w kombinacji norweskiej. Z pięciu konkursów indywidualnych tego cyklu dwa wygrał, w dwóch był drugi, a w jednym trzeci. Wyniki te nie przełożyły się jednak na sezony zimowe. W tych czterech sezonach łącznie cztery razy stawał na podium: 29 grudnia 2001 roku w Oberwiesenthal i 1 stycznia 2003 roku w Oberhofie był trzeci w sprincie, 29 lutego 2004 roku w Oslo był trzeci, a 6 stycznia 2005 roku w Schonach był drugi w Gundersenie. W tym czasie najlepszy wynik w klasyfikacji generalnej PŚ osiągnął w sezonie 2001/2002, kiedy był siódmy, a w klasyfikacji sprintu zajął czwarte miejsce. Nie startował na mistrzostwach świata w Val di Fiemme w 2003 roku, ale wystąpił dwa lata później podczas mistrzostw w Oberstdorfie, jednak medalu nie zdobył.
Pierwsze od ośmiu lat zwycięstwo w Pucharze Świata odniósł w sezonie 2005/2006. Dokonał tego w drugich zawodach cyklu, 27 listopada 2005 roku w Ruce, gdzie był najlepszy w sprincie. Jeszcze jedenastokrotnie meldował się w czołowej dziesiątce, ale na podium stanął tylko raz: 15 stycznia 2006 roku w Val di Fiemme zajął drugie miejsce w sprincie. W klasyfikacji generalnej znalazł się na dziewiątej pozycji. Podczas igrzysk olimpijskich w Turynie w tym samym roku razem z Felixem Gottwaldem, Michaelem Gruberem i Christophem Bielerem sięgnął po złoty medal w konkursie drużynowym. Ekipa austriacka po skokach znalazła się na drugim miejscu ze startą 10 sekund do prowadzącej reprezentacji Niemiec. Na trasie biegowej byli jednak najlepsi, wyprzedzając Niemców o ponad 15 sekund i Finów o ponad 26 sekund. W indywidualnych startach Stecher zaprezentował się przeciętnie, zajmując 19. miejsce w Gundersenie, a w sprincie był czternasty.
Dziewiątą edycję Letniego Grand Prix ukończył na drugiej pozycji, za Bielerem. W czterech konkursach indywidualnych dwukrotnie stawał na podium, za każdym razem na drugim stopniu. Ponownie jednak dobre wyniki w lecie nie przełożyły się na wysoką formę Mario w zimie. Sezon 2006/2007 ukończył na dwunastej pozycji, ani razu nie stając na podium. Stecher startował w kratkę, miejsca w pierwszej dziesiątce przeplatał ze startami, w których plasował się w drugiej lub nawet trzeciej dziesiątce. Najlepsze wyniki osiągnął 4 lutego w Zakopanem i 18 marca 2007 roku w Oslo, gdzie był czwarty w sprincie. Mistrzostwa świata w Sapporo były kolejną impreza tego cyklu, na której nie zdobył medalu. Indywidualnie był dwunasty w sprincie, a w Gundersenie zajął 18. pozycję. W konkursie drużynowym Austriacy zajęli czwarte miejsce, przegrywając walkę o brązowy medal z Norwegami o zaledwie 0,4 punktu. Jeszcze słabiej Stecher zaprezentował się w sezonie 2007/2008, który ukończył na piętnastym miejscu. W ostatnich zawodach cyklu udało mu się jednak stanąć na podium - 9 marca 2008 roku był drugi w sprincie w Oslo.
Do wysokiej formy powrócił podczas jedenastej edycji LGP. W trzech konkursach raz zwyciężył i raz był drugi, co pozwoliło mu na triumf w klasyfikacji końcowej. W sezonie 2008/2009 dwukrotnie stanął na podium: 7 lutego 2009 roku w Seefeld zwyciężył w Gundersenie, a dzień później był drugi. Jeszcze dziesięciokrotnie znalazł się w pierwszej dziesiątce zawodów i w efekcie zakończył sezon na szóstym miejscu. Na mistrzostwach świata w Libercu po raz kolejny nie zdobył medalu, najlepszy indywidualny wynik osiągnął w Gundersenie na normalnej skoczni, gdzie był dziesiąty. W konkursie drużynowym Austriacy ze Stecherem w składzie zajęli piąte miejsce.
Najważniejszą imprezą sezonu 2009/2010 były igrzyska olimpijskie w Vancouver. W Kanadzie Austriacy w składzie: Felix Gottwald, David Kreiner, Bernhard Gruber i Stecher obronili tytuł mistrzów olimpijskich zdobyty cztery lata wcześniej. Po konkursie skoków reprezentacja Austrii znajdowała się na trzecim miejscu i do biegu przystąpiła ze stratą 36 sekund. W biegu Austriacy byli jednak najlepsi i na mecie wyprzedzili Amerykanów o nieco ponad 5 sekund i blisko 20 sekund Niemców, którzy zajęli trzecie miejsce. Przyzwoicie zaprezentował się także w konkursach indywidualnych, zajmując piąte miejsce na normalnej skoczni oraz ósme na dużej. W rywalizacji pucharowej trzykrotnie stawał na podium, w tym 31 stycznia 2010 roku w Seefeld wygrał zawody metodą Gundersena. W klasyfikacji generalnej zajął szóste miejsce.
W sezonie 2010/2011 spisał się jeszcze lepiej. Na podium stanął już w pierwszych zawodach, 26 listopada 2010 roku w Ruce, gdzie był trzeci w Gundersenie. Wynik ten powtórzył 5 grudnia w Lillehammer, a w dniach 18 i 19 grudnia w Ramsau wygrał oba konkursy. Ostatni raz na podium stanął 8 stycznia 2011 roku w Schonach, gdzie w Gundersenie był drugi za Felixem Gottwaldem. Na przełomie lutego i marca 2011 roku wystąpił na mistrzostwach świata w Oslo. Wziął udział we wszystkich czterech konkurencjach, zdobywając złote medale w obu konkursach drużynowych. Indywidualnie był dziesiąty na dużej skoczni, a na normalnym obiekcie zajął 29. miejsce. Sezon 2011/2012 był słabszy. Sześciokrotnie znalazł się w pierwszej dziesiątce zawodów, lecz na podium stanął tylko dwa razy: 11 grudnia w Ramsau oraz 26 lutego 2012 roku w Libercu, w obu przypadkach zajmując trzecie miejsce. W klasyfikacji generalnej zajął 15. pozycję.
W lutym w 2013 roku brał udział w mistrzostwach świata w Val di Fiemme, gdzie na normalnej skoczni zdobył srebrny medal. W zawodach tych wyprzedził go jedynie Francuz Jason Lamy Chappuis. Na dużej skoczni zajął 21. miejsce, a w sztafecie Austriacy zajęli piąte miejsce. Na rozgrywanych rok później igrzyskach olimpijskich w Soczi wspólnie z Lukasem Klapferem, Christophem Bielerem i Bernhardem Gruberem zdobył brązowy medal w drużynie. W startach indywidualnych był osiemnasty w konkursie na normalnej skoczni, a na dużej uplasował się jedną pozycję niżej.
W zawodach Pucharu Świata Austriak 43 razy stawał na podium w tym 12 razy jako zwycięzca. Jego żoną jest była austriacka narciarka alpejska Carina Raich, z którą ma syna. Jego szwagrem jest austriacki narciarz alpejski Benjamin Raich.
Po sezonie 2014/2015 zakończył sportową karierę i podjął pracę eksperta telewizyjnego. Na początku kwietnia 2018 roku został dyrektorem skoków narciarskich i kombinacji norweskiej w Austriackim Związku Narciarskim, zastępując w tej roli Ernsta Vettoriego.

## Osiągnięcia

### Igrzyska olimpijskie
| Miejsce | Dzień     | Rok  | Miejscowość    | Konkurencja           | Wynik zwycięzcy | Strata   | Zwycięzca           |
| ------- | --------- | ---- | -------------- | --------------------- | --------------- | -------- | ------------------- |
| 27.     | 19 lutego | 1994 | Lillehammer    | Gundersen K-90/15 km  | 39:07,9         | +8:01,3  | Fred Børre Lundberg |
| 9.      | 24 lutego | 1994 | Lillehammer    | Sztafeta K-90/3x10 km | 1:22:51,8       | +15:17,7 | Japonia             |
| 8.      | 14 lutego | 1998 | Nagano         | Gundersen K-90/15 km  | 41:21,1         | +1:48,8  | Bjarte Engen Vik    |
| 4.      | 20 lutego | 1998 | Nagano         | Sztafeta K-90/4x5 km  | 54:11,5         | +1:53,1  | Norwegia            |
| 6.      | 9 lutego  | 2002 | Salt Lake City | Gundersen K-90/15 km  | 39:11,7         | +2:19,1  | Samppa Lajunen      |
| 3.      | 14 lutego | 2002 | Salt Lake City | Sztafeta K-90/4x5 km  | 48:42,2         | +11,0    | Finlandia           |
| 11.     | 21 lutego | 2002 | Salt Lake City | Sprint K-120/7,5 km   | 16:40,1         | +1:09,4  | Samppa Lajunen      |
| 19.     | 11 lutego | 2006 | Pragelato      | Gundersen HS106/15 km | 39:44,6         | +3:14,6  | Georg Hettich       |
| 1.      | 15 lutego | 2006 | Pragelato      | Sztafeta HS134/4x5 km | 49:52,6         | -        | -                   |
| 14.     | 21 lutego | 2006 | Pragelato      | Sprint HS134/7,5 km   | 18:29,0         | +1:01,3  | Felix Gottwald      |
| 5.      | 14 lutego | 2010 | Vancouver      | Gundersen HS106/10 km | 25:47,1         | +13,6    | Jason Lamy Chappuis |
| 1.      | 23 lutego | 2010 | Vancouver      | Sztafeta HS140/4x5 km | 49:31,6         | -        | -                   |
| 8.      | 25 lutego | 2010 | Vancouver      | Gundersen HS140/10 km | 25:32,9         | +48,2    | Bill Demong         |
| 18.     | 12 lutego | 2014 | Soczi          | Gundersen HS106/10 km | 23:50,2         | +1:12,6  | Eric Frenzel        |
| 19.     | 18 lutego | 2014 | Soczi          | Gundersen HS140/10 km | 22:45,5         | +1:16,6  | Jørgen Gråbak       |
| 3.      | 21 lutego | 2014 | Soczi          | Sztafeta HS140/4x5 km | 47:13,5         | +3,4     | Norwegia            |

### Mistrzostwa świata
| Miejsce | Dzień     | Rok  | Miejscowość   | Konkurencja              | Wynik zwycięzcy | Strata    | Zwycięzca           |
| ------- | --------- | ---- | ------------- | ------------------------ | --------------- | --------- | ------------------- |
| 5.      | 10 marca  | 1995 | Thunder Bay   | Sztafeta K-90/4x5 km     | 56:20,2         | +6:57,4   | Japonia             |
| 15.     | 22 lutego | 1997 | Trondheim     | Gundersen K-90/15 km     | 43:43,1         | +3:27,5   | Kenji Ogiwara       |
| 3.      | 23 lutego | 1997 | Trondheim     | Sztafeta K-90/4x5 km     | 52:18,0         | +1:12,9   | Norwegia            |
| 25.     | 20 lutego | 1999 | Ramsau        | Gundersen K-90/15 km     | 37:04,8         | +5:23,8   | Bjarte Engen Vik    |
| 7.      | 25 lutego | 1999 | Ramsau        | Sztafeta K-90/4x5 km     | 49:34,2         | +3:34,4   | Finlandia           |
| 2.      | 27 lutego | 1999 | Ramsau        | Sprint K-90/7,5 km       | 17:48,4         | +30,2     | Bjarte Engen Vik    |
| 2.      | 20 lutego | 2001 | Lahti         | Sztafeta K-90/4x5 km     | 48:54,1         | +10,9     | Norwegia            |
| 25.     | 18 lutego | 2005 | Oberstdorf    | Gundersen HS100/15 km    | 38:56,2         | +3:01,7   | Ronny Ackermann     |
| 17.     | 27 lutego | 2005 | Oberstdorf    | Sprint HS137/7,5 km      | 20:15,6         | +1:42,4   | Ronny Ackermann     |
| 12.     | 23 lutego | 2007 | Sapporo       | Sprint HS134/7,5 km      | 17:40,2         | +1:44,9   | Hannu Manninen      |
| 4.      | 25 lutego | 2007 | Sapporo       | Sztafeta HS134/4x5 km    | 49:14,9         | +1:12,4   | Finlandia           |
| 18.     | 3 marca   | 2007 | Sapporo       | Gundersen HS100/15 km    | 38:35,6         | +3:23,4   | Ronny Ackermann     |
| 22.     | 20 lutego | 2009 | Liberec       | Start masowy HS100/10 km | 276,0 pkt       | -51,3 pkt | Todd Lodwick        |
| 10.     | 22 lutego | 2009 | Liberec       | Gundersen HS100/10 km    | 24:22,3         | +37,7     | Todd Lodwick        |
| 5.      | 26 lutego | 2009 | Liberec       | Sztafeta HS134/4x5 km    | 48:32,3         | +1:05,0   | Japonia             |
| 17.     | 28 lutego | 2009 | Liberec       | Gundersen HS134/10 km    | 23:36,6         | +1:44,8   | Bill Demong         |
| 29.     | 26 lutego | 2011 | Oslo          | Gundersen HS106/10 km    | 25:19,2         | +2:20,2   | Eric Frenzel        |
| 1.      | 28 lutego | 2011 | Oslo          | Sztafeta HS106/4x5 km    | 48:07,8         | -         | -                   |
| 10.     | 2 marca   | 2011 | Oslo          | Gundersen HS134/10 km    | 25:31,6         | +1:08,3   | Jason Lamy Chappuis |
| 1.      | 4 marca   | 2011 | Oslo          | Sztafeta HS134/4x5 km    | 47:12,3         | -         | -                   |
| 2.      | 22 lutego | 2013 | Val di Fiemme | Gundersen HS106/10 km    | 29:13,2         | +0,2      | Jason Lamy Chappuis |
| 5.      | 24 lutego | 2013 | Val di Fiemme | Sztafeta HS106/4x5 km    | 57:34,0         | +7,6      | Francja             |
| 21.     | 28 lutego | 2013 | Val di Fiemme | Gundersen HS134/10 km    | 27:22,8         | +2:39,1   | Eric Frenzel        |

### Mistrzostwa świata juniorów
| Miejsce | Dzień       | Rok  | Miejscowość | Konkurencja          | Wynik zwycięzcy | Strata | Zwycięzca      |
| ------- | ----------- | ---- | ----------- | -------------------- | --------------- | ------ | -------------- |
| 1.      | 26 stycznia | 1994 | Breitenwang | Gundersen K-90/15 km | ?               | -      | -              |
| 3.      | 27 stycznia | 1994 | Breitenwang | Sztafeta K-90/3x5 km | ?               | ?      | Norwegia       |
| 2.      | 1 marca     | 1995 | Gällivare   | Gundersen K-90/15 km | ?               | ?      | Hannu Manninen |
| 1.      | 2 marca     | 1995 | Gällivare   | Sztafeta K-90/3x5 km | ?               | -      | -              |

### Puchar Świata

#### Miejsca w klasyfikacji generalnej
- sezon 1993/1994: 16.
- sezon 1994/1995: 9.
- sezon 1995/1996: 10.
- sezon 1996/1997: 4.
- sezon 1997/1998: 2.
- sezon 1998/1999: 16.
- sezon 1999/2000: 8.
- sezon 2000/2001: 42.
- sezon 2001/2002: 7.
- sezon 2002/2003: 17.
- sezon 2003/2004: 13.
- sezon 2004/2005: 10.
- sezon 2005/2006: 9.
- sezon 2006/2007: 12.
- sezon 2007/2008: 15.
- sezon 2008/2009: 6.
- sezon 2009/2010: 6.
- sezon 2010/2011: 5.
- sezon 2011/2012: 15.
- sezon 2012/2013: 26.
- sezon 2013/2014: 24.
- sezon 2014/2015: 45.

#### Miejsca na podium chronologicznie
| Nr  | Data              | Miejscowość       | Konkurencja           | Wynik zwycięzcy | Pozycja | Strata  | Zwycięzca           |
| --- | ----------------- | ----------------- | --------------------- | --------------- | ------- | ------- | ------------------- |
| 1.  | 15 stycznia 1994  | Oslo              | Gundersen K115/15 km  | ?               | 1.      | -       | -                   |
| 2.  | 3 lutego 1995     | Falun             | Gundersen K115/15 km  | ?               | 3.      | ?       | Kenji Ogiwara       |
| 3.  | 18 lutego 1996    | Murau             | Gundersen K90/15 km   | ?               | 1.      | -       | -                   |
| 4.  | 22 listopada 1996 | Rovaniemi         | Gundersen K90/15 km   | ?               | 3.      | ?       | Jari Mantila        |
| 5.  | 29 grudnia 1996   | Oberwiesenthal    | Sprint K90/7.5 km     | ?               | 1.      | -       | -                   |
| 6.  | 5 stycznia 1997   | Schonach          | Gundersen K95/15 km   | ?               | 2.      | ?       | Samppa Lajunen      |
| 5.  | 11 stycznia 1997  | Saalfelden        | Gundersen K90/15 km   | ?               | 2.      | ?       | Hannu Manninen      |
| 6.  | 18 stycznia 1997  | Sankt Moritz      | Gundersen K95/15 km   | ?               | 2.      | ?       | Hannu Manninen      |
| 7.  | 1 lutego 1997     | Hakuba            | Gundersen K120/15 km  | ?               | 1.      | -       | -                   |
| 8.  | 28 listopada 1997 | Rovaniemi         | Gundersen K95/15 km   | ?               | 3.      | ?       | Samppa Lajunen      |
| 9.  | 29 listopada 1997 | Rovaniemi         | Gundersen K90/15 km   | ?               | 2.      | ?       | Bjarte Engen Vik    |
| 10. | 11 grudnia 1997   | Steamboat Springs | Sprint K115/7.5 km    | ?               | 3.      | ?       | Hannu Manninen      |
| 11. | 13 grudnia 1997   | Steamboat Springs | Gundersen K115/15 km  | ?               | 1.      | -       | -                   |
| 12. | 9 stycznia 1998   | Ramsau            | Gundersen K90/15 km   | ?               | 2.      | ?       | Bjarte Engen Vik    |
| 13. | 28 lutego 1998    | Sapporo           | Gundersen K120/15 km  | ?               | 2.      | ?       | Bjarte Engen Vik    |
| 14. | 7 marca 1998      | Lahti             | Gundersen K90/15 km   | ?               | 2.      | ?       | Bjarte Engen Vik    |
| 15. | 10 marca 1998     | Falun             | Sprint                | ?               | 1.      | -       | -                   |
| 16. | 13 marca 1998     | Oslo              | Sprint                | ?               | 3.      | ?       | Todd Lodwick        |
| 17. | 14 marca 1998     | Oslo              | Sprint                | ?               | 2.      | ?       | Bjarte Engen Vik    |
| 18. | 5 stycznia 2000   | Reit im Winkl     | Gundersen             | ?               | 3.      | ?       | Bjarte Engen Vik    |
| 19. | 8 stycznia 2000   | Schonach          | Gundersen K90/15 km   | ?               | 3.      | ?       | Bjarte Engen Vik    |
| 20. | 12 lutego 2000    | Sapporo           | Gundersen K120/15 km  | ?               | 3.      | ?       | Kristian Hammer     |
| 21. | 26 lutego 2000    | Chaux-Neuve       | Gundersen K90/15 km   | ?               | 3.      | ?       | Samppa Lajunen      |
| 22. | 29 grudnia 2001   | Oberwiesenthal    | Gundersen K120/15 km  | 21:25.2 min     | 3.      | +21.9 s | Felix Gottwald      |
| 23. | 1 stycznia 2003   | Oberhof           | Sprint K120/7.5 km    | 20:52.3 min     | 3.      | +31.3 s | Felix Gottwald      |
| 24. | 29 lutego 2004    | Oslo              | Gundersen K115/15 km  | 37:16.0 min     | 3.      | +40.2 s | Ronny Ackermann     |
| 25. | 6 stycznia 2005   | Schonach          | Gundersen HS96/15 km  | 36:25.9 min     | 2.      | +46.5 s | Hannu Manninen      |
| 26. | 27 listopada 2005 | Ruka              | Sprint HS142/7.5 km   | 19:18.2 min     | 1.      | -       | -                   |
| 27. | 15 stycznia 2006  | Val di Fiemme     | Sprint HS134/7.5 km   | 19:59.9 min     | 2.      | +2.2 s  | Hannu Manninen      |
| 28. | 9 marca 2008      | Oslo              | Sprint HS128/7.5 km   | 20:43.2 min     | 2.      | +0.1 s  | Petter Tande        |
| 29. | 7 lutego 2009     | Seefeld           | Gundersen HS100/10 km | 25:29.0 min     | 1.      | -       | -                   |
| 30. | 8 lutego 2009     | Seefeld           | Gundersen HS100/10 km | 29:18.8 min     | 2.      | +3.2 s  | Magnus Moan         |
| 31. | 17 stycznia 2010  | Chaux-Neuve       | Gundersen HS100/10 km | 24:10.8 min     | 3.      | +13.6 s | Magnus Moan         |
| 32. | 30 stycznia 2010  | Seefeld           | Gundersen HS100/10 km | 26:23.1 min     | 2.      | +32.6 s | Eric Frenzel        |
| 33. | 31 stycznia 2010  | Seefeld           | Gundersen HS100/10 km | 25:32.8 min     | 1.      | -       | -                   |
| 34. | 26 listopada 2010 | Ruka              | Gundersen HS142/10 km | 28:33.5 min     | 3.      | +11.7 s | Jason Lamy Chappuis |
| 35. | 31 stycznia 2010  | Seefeld           | Gundersen HS100/10 km | 25:32.8 min     | 1.      | -       | -                   |
| 36. | 26 listopada 2010 | Ruka              | Gundersen HS142/10 km | 28:33.5 min     | 3.      | +11.7 s | Jason Lamy Chappuis |
| 37. | 5 grudnia 2010    | Lillehammer       | Gundersen HS138/10 km | 24:35.5 min     | 3.      | +9.8 s  | Jason Lamy Chappuis |
| 38. | 18 grudnia 2010   | Ramsau            | Gundersen HS98/10 km  | 25:46.4 min     | 1.      | -       | -                   |
| 39. | 19 grudnia 2010   | Ramsau            | Gundersen HS98/10 km  | 24:22.3 min     | 1.      | -       | -                   |
| 40. | 8 stycznia 2011   | Schonach          | Gundersen HS106/10 km | 24:38.4 min     | 2.      | +15.6 s | Felix Gottwald      |
| 41. | 11 grudnia 2011   | Ramsau            | Gundersen HS98/10 km  | 22:07.4 min     | 3.      | +0.6 s  | Jason Lamy Chappuis |
| 42. | 26 lutego 2012    | Liberec           | Gundersen HS100/10 km | 26:17.2 min     | 3.      | +27.1 s | Akito Watabe        |
| 43. | 16 grudnia 2012   | Ramsau            | Gundersen HS98/10 km  | 21:36.7 min     | 3.      | +1.5 s  | Jason Lamy Chappuis |

### Puchar Kontynentalny

#### Miejsca w klasyfikacji generalnej
- sezon 1993/1994: 21.

#### Miejsca na podium chronologicznie
| Nr | Data         | Miejscowość  | Konkurencja         | Wynik zwycięzcy | Pozycja | Strata | Zwycięzca |
| -- | ------------ | ------------ | ------------------- | --------------- | ------- | ------ | --------- |
| 1. | 6 marca 1994 | Hinterzarten | Gundersen K90/15 km | ?               | 1.      | -      | -         |

### Letnie Grand Prix

#### Miejsca w klasyfikacji generalnej
- 1998: 4.
- 2002: 1.
- 2003: 8.
- 2005: 11.
- 2006: 2.
- 2007: 8.
- 2008: 1.
- 2009: 15.
- 2012: 7.

#### Miejsca na podium chronologicznie
| Nr  | Data             | Miejscowość   | Konkurencja              | Wynik zwycięzcy | Pozycja | Strata      | Zwycięzca        |
| --- | ---------------- | ------------- | ------------------------ | --------------- | ------- | ----------- | ---------------- |
| 1.  | 26 sierpnia 1998 | Wernigerode   | K63/5 km                 | ?               | 2.      | +3.5 s      | Matthias Looß    |
| 2.  | 3 września 2001  | Ramsau        | Gundersen K90/15 km      | ?               | 1.      | -           | -                |
| 3.  | 21 sierpnia 2002 | Winterberg    | Gundersen K90/14 km      | ?               | 2.      | +1.7 s      | Georg Hettich    |
| 4.  | 24 sierpnia 2002 | Klingenthal   | Gundersen K80/16 km      | ?               | 1.      | -           | -                |
| 5.  | 25 sierpnia 2002 | Oberhof       | Sprint K120/9.0 km       | ?               | 1.      | -           | -                |
| 6.  | 1 września 2002  | Berchtesgaden | Gundersen K90/10 km      | ?               | 2.      | +0.2 s      | Felix Gottwald   |
| 7.  | 31 sierpnia 2003 | Winterberg    | Gundersen K81/14 km      | 26:57.7 min     | 1.      | -           | -                |
| 8.  | 13 sierpnia 2004 | Kandersteg    | Gundersen HS95/15 km     | ?               | 2.      | +1:49.7 min | Michael Gruber   |
| 9.  | 27 sierpnia 2004 | Harrachov     | Gundersen HS100/15 km    | ?               | 2.      | +24.0 s     | Todd Lodwick     |
| 10. | 18 sierpnia 2005 | Kandersteg    | Gundersen HS98/15 km     | 28:44.3 min     | 2.      | +25.9 s     | Christoph Bieler |
| 11. | 20 sierpnia 2006 | Bischofshofen | Start masowy HS140/10 km | 22:33.8 min     | 2.      | +25.7 s     | Felix Gottwald   |
| 12. | 29 lipca 2008    | Oberstdorf    | Gundersen HS137/15.8 km  | 29:32.5 min     | 1.      | -           | -                |
| 13. | 1 sierpnia 2008  | Einsiedeln    | Gundersen HS117/10 km    | 26:52.7 min     | 2.      | +2.5 s      | Ronny Heer       |
| 14. | 10 sierpnia 2009 | Val di Fiemme | Gundersen HS134/10 km    | 22:57.3 min     | 3.      | +8.9 s      | Christoph Bieler |
| 15. | 29 sierpnia 2012 | Val di Fiemme | Gundersen HS134/10 km    | 26:05.7 min     | 2.      | +0.5 s      | Magnus Moan      |